# Sinobatis
Sinobatis és un gènere de peixos de la família dels raids i de l'ordre dels raïformes.

## Taxonomia
- Sinobatis borneensis (Chan, 1965)[1]
- Sinobatis bulbicauda (Last & Séret, 2008)[2]
- Sinobatis caerulea (Last & Séret, 2008)[2]
- Sinobatis filicauda (Last & Séret, 2008)[3]
- Sinobatis melanosoma (Chan, 1965)[4][5][6][7][8]